# Gesa
Gesa (oficialmente en occitano Gessa) es una entidad municipal descentralizada que forma parte del municipio de Alto Arán, en Cataluña, España. El pueblo, que posee una extensión de 8,87 km², está dividido en dos sectores, el de Gesa propiamente, y uno más pequeño, al este, Marimanha.

## Geografía
Gesa está a 1232 metros de altitud, al pie del Tuc de Arenho, en el margen derecho del Garona, en la confluencia con el barranco de Corilha. Está por encima de la carretera nacional C-28, a la que le une un corto ramal. Forma parte del Inventario del Patrimonio Arquitectónico de Cataluña.

## Geografía humana

### Demografía
| Gráfica de evolución demográfica de Gessa entre 1842 y 1960 |
| |
| Población de derecho según los censos de población del INE Población de hecho según los censos de población del INEEntre el censo de 1970 y el anterior, este municipio desaparece porque se integra en el municipio 25025 (Alto Arán) |

Tiene una población de 156 habitantes (INE 2017).

## Monumentos y lugares de interés
Destaca la iglesia parroquial de San Pedro, de origen románico muy reformado, aunque conserva el estilo de su origen en el interior, en la pila bautismal y la imagen de san Pedro en el centro del retablo del altar mayor, una de las mejores tallas policromadas del valle de Arán. En una vitrina, se encuentra una colección de tallas de temas religiosos en madera de boj realizadas por Francesc Pont.

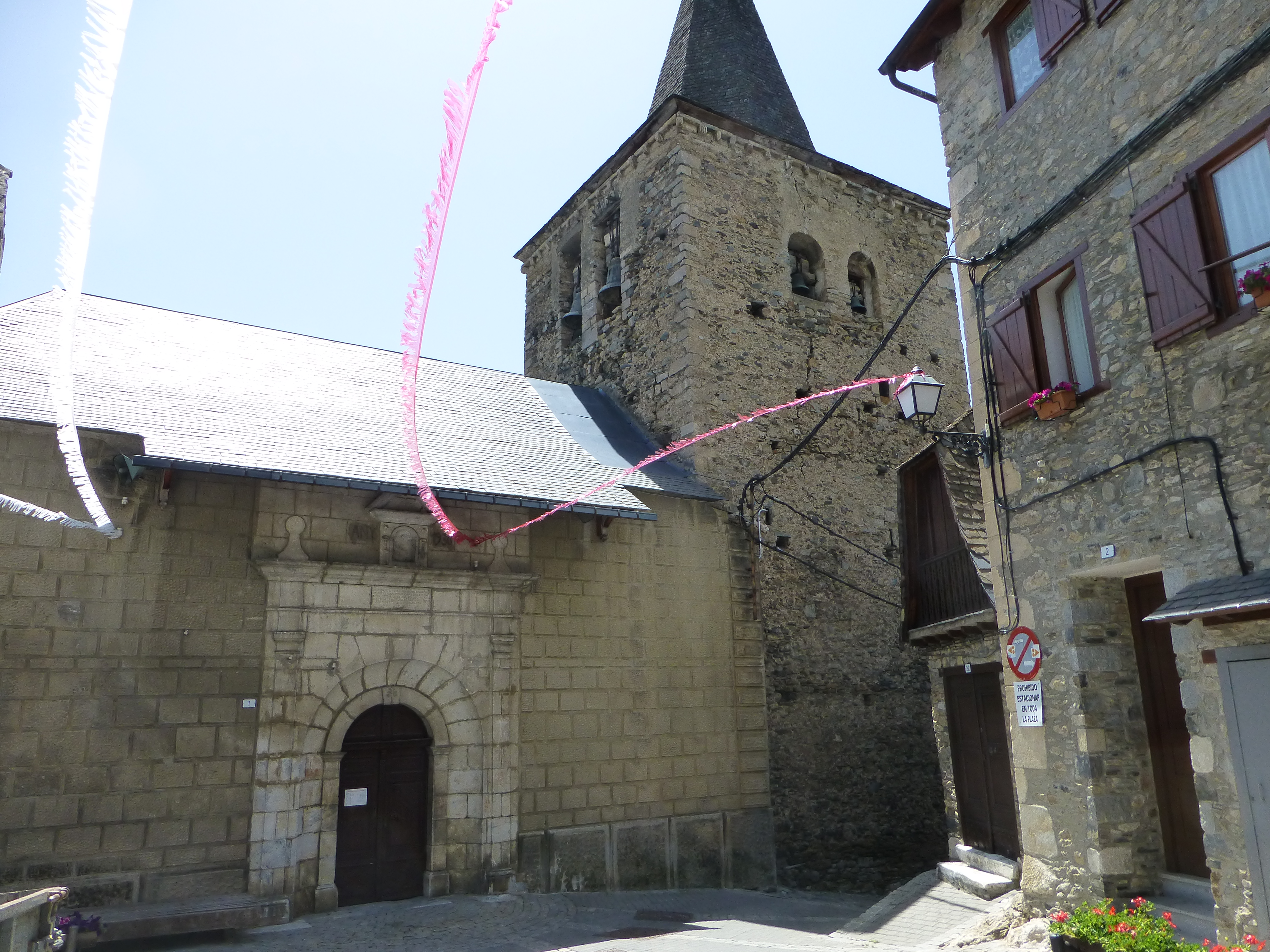
Iglesia de San Pedro de Gesa

Hay una segunda capilla, San Martín de Corilha, a 1800 m de altitud, que también pertenece a Gesa, donde se sube en romería en segundo sábado de junio.
En la entrada del pueblo y el cruce con el camino real que va a Uña hay una capilla dedicada a la Virgen de Montserrat.
Entre las casas antiguas destaca Cò de Ròsa, que posee una torre cilíndrica de piedra con escudos esculpidos y la fecha de 1575.

## Historia
Antiguamente, Gesa pertenecía al tercio de Garós y tuvo ayuntamiento propio hasta el 21 de diciembre de 1967, año en que se fusionó con Salardú, Artiés, Tredós y Bagerque para formar el municipio de Alto Arán. Actualmente forma parte del tercio de Pujòlo, una división territorial utilizada en el Valle de Arán como circunscripción para las elecciones al Consejo General de Arán. 
La fiesta mayor se celebra el día de San Pedro, el 29 de junio.